# St. Nikolaus (Gammesfeld)

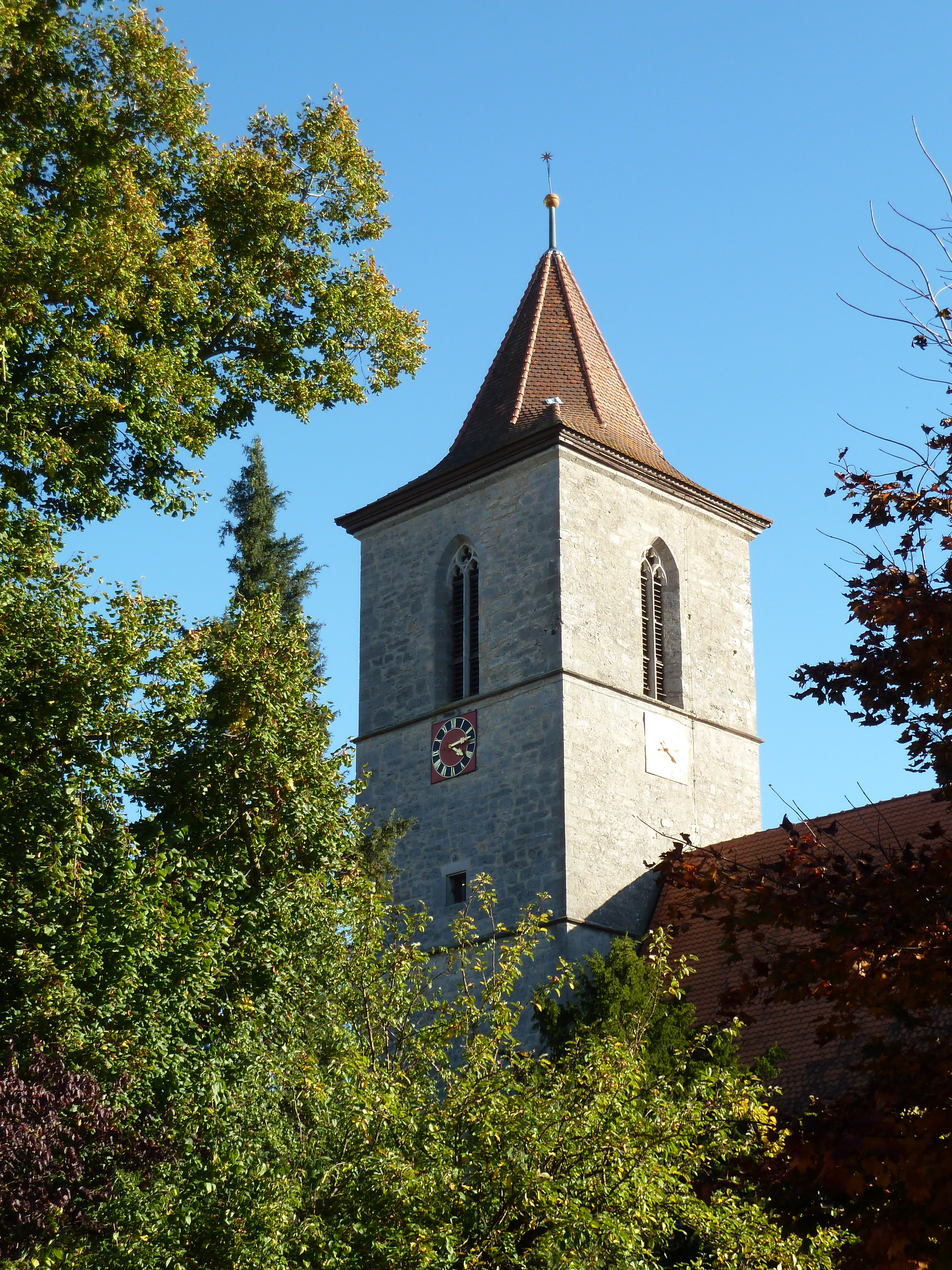
St. Nikolaus in Gammesfeld

Die evangelische Pfarrkirche St. Nikolaus steht in Gammesfeld, einem Ortsteil der Gemeinde Blaufelden im Landkreis Schwäbisch Hall in Baden-Württemberg. Das Bauwerk ist beim Landesamt für Denkmalpflege Baden-Württemberg als Baudenkmal eingetragen. Die Kirchengemeinde gehört zum Kirchenbezirk Crailsheim-Blaufelden der Evangelischen Landeskirche in Württemberg.

## Beschreibung
Die Saalkirche wurde im 13./14. Jahrhundert erbaut. Sie besteht aus einem Langhaus und einem Chorturm im Osten, an dessen Nordwand die Sakristei angebaut ist. Die oberen Geschosse des mit einem achtseitigen Knickhelm bedeckten Chorturms beherbergen die Turmuhr und den Glockenstuhl.
Der Innenraum des Langhauses wurde im 19. Jahrhundert mit Emporen ausgestattet. Der Altar wurde 1714 gebaut.